# 비정상회담의 패널 목록
다음은 JTBC의 텔레비전 버라이어티 토크 쇼 《비정상회담》의 출연자 목록이다. 의장단과 게스트를 제외한 각국 대표들을 나열한 것이다.

## 고정 패널

### 기욤 패트리
기욤 패트리(Guillaume Patry, 1982년 6월 19일 ~ )는 캐나다 대표로 69회, 111회, 131회를 제외하고 1회부터 177회까지 출연하였다. 캐나다 퀘벡 출신의 전직 프로게이머이며, JTBC의 계열사인 드라마하우스앤드제이컨텐츠허브 소속이다. 모국어는 프랑스어와 영어다.

### 니클라스 클라분데
니클라스 팀 클라분데(Nicklas Tim Klabunde, 1993년 8월 3일 ~ )는 독일 대표로 131회를 제외하고 103회부터 177회까지 출연하였다. EBS1 장학퀴즈 1008회에 출연하였다. 모국어는 독일어이다. 함부르크가 고향이다. 멕시코 대표 크리스티안 부르고스와 함께 유튜브 막내브로 계정으로도 활동한다.

### 마크 테토
마크 테토(Mark Tetto, 1980년 3월 1일 ~ )는 미국 대표로 141회와 142회를 제외하고 24회에 호주 대표 다니엘 스눅스의 하차로 인해 출연하였으며, 103회부터 177회까지 출연하였다. 미국 뉴저지주 출신의 미국 기업인이자 텔레비전 방송인이다. 모국어는 영어이다.

### 알렉스 맞추켈리
알렉스 현 히 엔리코 맞추켈리(Alex Hyon Hy Enrico Mazzucchelli, 1990년 5월 17일 ~ )는 스위스 대표로 111회, 120회, 131회, 141회를 제외하고 103회부터 177회까지 출연하였다. 모국어는 이탈리아어이다. 어머니는 한국인이다. 외교관인 스위스인 아버지를 따라서, 미국, 이탈리아, 영국, 이집트, 중국 베이징 등에 거주한 경험이 있다. 현재 엔소 그룹(Enso Group Holding)에서 일하고 있다. ACS 힐링던 인터내셔널 스쿨, 에식스 대학교 경제학사, 시티 대학교 런던 국제경제학 석사 졸업했다. 한국 이름은 ‘조현히’이다. 별명은 "스위스 부자"로, 자신이 스스로 부자인 것을 폭로하는 발언들도 하고 있다. (비정상회담 이정현 편 참고) 태어났을 때 심장에 문제가 있어 6살 때 심장 수술을 받았다. 그 이후 정기적으로 심장 재단에 기부하고 있다. 사이먼 페그의 팬으로 알려져 있다. 김정은과 동문이다. 풍선 공포증으로 터질 것 같은 것을 보면 공포를 느낀다. 2012년 여수세계박람회 조직위원회로 활동했다.

### 알베르토 몬디
알베르토 몬디(Alberto Mondi, 1984년 1월 17일 ~ ) 별명은 "알부회장"이다. 알베르토 몬디는 이탈리아 대표로 12회, 65회, 78회를 제외하고 1회부터 177회까지 출연하였다. EBS1 장학퀴즈 1008회에 출연하였다. 이탈리아 베네치아 출신이며, 모국어는 이탈리아어이고, 종교는 천주교이다. JTBC 계열사인 드라마하우스앤드제이컨텐츠허브 소속이다.

### 오오기 히토시
오오기 히토시(일본어: 扇仁志, 1992년 4월 6일 ~ )는 일본 대표로 136회, 137회를 105회와 111회 일일비정상으로 출연하였고,112회부터는 고정 패널로 177회까지 출연하였다.일본에서 게이오 대학교를 졸업하고 애니메이션 회사를 다녔다. 2017년 4월부터 종로 YBM어학원에서 일본어 강의를 시작했다. 모국어는 일본어이다.

### 오렐리앵 루베르
오렐리앵 루베르(Aurélien Loubert, 1981년 12월 30일 ~ )는 프랑스 대표로 132회, 138회를 제외하고 103회부터 177회까지 출연하였다. 모국어는 프랑스어이다. 릴 제3대학교 프랑스어 언어문화교육학과를 졸업했으며, 영어, 일본어, 러시아어, 한국어에 능통하다.

### 왕심린
왕심린(王心遴, 1989년 10월 13일 ~ )는 중국 대표로 106회와 111회 일일비정상으로 출연하였고,112회부터는 고정 패널로 177회까지 출연하였다. 현재는 서울대학교기계과에서 박사과정중이다. 모국어는 중국어이다.

### 자히드 후세인
자히드 후세인(Zahid Hussain, 1988년 11월 25일 ~ )은 파키스탄 대표로 111회, 126회, 131회를 제외하고 103회부터 177회까지 출연하였다. 모국어는 우르두어와 영어이다. 태양광 회사에 근무중이다

### 크리스티안 부르고스
크리스티안 부르고스(Christian Burgos, 1993년 8월 24일 ~ )는 멕시코 대표로 131회를 제외하고 65회와 105회 일일비정상으로 출연하였고,106회부터 110회까지 모일봉의 불참으로 출연하게 되었고, 111회부터는 고정 패널로 177회까지 출연하였다. KBS 어느날 갑자기 외.개.인에 안토니오 봄파르트와 같이 출연하였다. 멕시코 멕시코시티 출신이고, 영상 제작자로 활동하고 있다. 예전에는 스페인어 학원 강사로 일했었다. 모국어는 스페인어이다. 독일 대표 니클라스 클라분데와 함께 유튜브 막내브로 계정으로도 활동한다.

## 출연 종료 패널

### 나카모토 유타
나카모토 유타(일본어: 中本悠太, 1995년 10월 26일 ~ )는 일본 대표로 53회부터 78회까지 출연하였다. 일본 오사카 출신으로 SM 루키즈에 소속된 아이돌 연습생이다. 가수 데뷔 준비를 위해 78회를 끝으로 하차하여 현재 NCT127이라는 SM엔터테이먼트 보이그룹에 소속해 있다. 일본어를 모국어로 사용한다. 소속사는 SM엔터테인먼트이다.

### 니콜라이 욘센
니콜라이 욘센(Nikolai Johnsen, 1988년 8월 24일 ~ )은 노르웨이 대표로 53회부터 102회까지 출연하였고,131회 일일비정상으로 출연하였다.모국어는 노르웨이어이다.일본의 대학교에서 신문방송학을 공부하고 있었으며, 2010년 교환학생 자격으로 대한민국에 들어왔다. 현재 고려대학교 국제대학원 한국학과 재학중이다.

### 다니엘 린데만
다니엘 야콥 린데만(Daniel Jakob  Lindemann, 1985년 10월 16일 ~ )은 영국 대표였던 제임스 후퍼가 하차하고 그 자리에 독일 대표로 95회를 제외하고 5회부터 102회까지 출연하였다. 독일 랑엔펠트 출신이며, 이스라엘인 아버지와 독일인 어머니 사이에서 태어났다. JTBC의 계열사인 드라마하우스앤드제이컨텐츠허브 소속이다. 모국어는 독일어이며 종교는 천주교이다.

### 다니엘 스눅스
다니엘 저커버스 스눅스(Daniel Jacobus Snoeks, 1994년 7월 12일 ~ )는 호주 대표로 1회부터 17회까지 출연했으며, 학업 문제로 하차하였다. 호주 출신으로, 네덜란드인 아버지와 파푸아뉴기니 어머니 사이에서 태어났다. 모국어는 영어이다. 타투이스트이자 모델로 활동하며, 소속사는 신화사이다.

### 럭키
아비쉐크 굽타 (अभिषेक गुप्ता, 1978년 6월 16일 ~ )는 인도 대표로 103회부터 144회까지 출연했으며, 개인 사정으로 하차하였다. SBS 월화드라마 야인시대에서 미군 워태커 소령 역을 맡았고, tvn 수요미식회 28회에 출연하였고, 잘 먹겠습니다10회에 출연하였다. 모국어는 힌디어와 영어이고 인도 뉴델리 출신이다. 인도 국립대학교 경제학과를 졸업했다.

### 로빈 데이아나
로빈 데이아나(Robin Deiana, 1990년 7월 18일 ~ )는 프랑스 대표로 1회부터 52회까지 출연했었다. 그리고 100회특집에 게스트로 다시 출연하였다. 이탈리아인 아버지와 프랑스인 어머니 사이에서 태어났다. 프랑스 디종 출신으로, 프랑스어를 모국어로 사용한다. 소속사는 비앤비 엔터테인먼트이다.

### 모일봉
마오이펑(중국어 간체자: 茅一峰 , 1987년 9월 9일 ~ )은 중국 대표로 103•4회에 출연했었다. GFN(광주 FM 98.7MHz, 여수 FM 93.7MHz)에서 Music Plus를 진행하고 있다. 모국어는 중국어이다. 상하이시 출신이다.

### 블레어 윌리엄스
블레어 리차드 윌리엄스(Blair Richard Williams, 1992년 1월 10일 ~ )는 호주 대표로 22회에 테라다 타쿠야의 불참과 다니엘 스눅스의 하차로 일일비정상으로 출연하였으며, 불참한 41회를 제외하고 28회부터 52회까지 출연했었다. 그리고 100회특집에 게스트로 다시 출연하였다. 호주 브리즈번 출신으로, 영어를 모국어로 사용한다. 영국, 독일, 프랑스, 스위스 혼혈이다. 패션관련 브랜드 디지털 마케터로 근무 중이다. 소속사는 비앤비엔터테인먼트이다.

### 새미 라샤드
새미 모하메드 라샤드 마흐무드 아흐메드 칸딜 엘 베즈(Sami Mohamed Rashad Mahmoud Ahmed Kandil El-Baz, 1990년 4월 25일 ~ )는 이집트 대표로 11회에 터키 대표 에네스 카야의 불참 때문에 일일비정상으로 출연하였으며, 53회부터 102회까지는 고정 패널로 출연하였다. 이집트 다칼리야 주 만수라 출신이다. 11회 출연 당시 대한민국이 ‘정’이 많은 나라라 생각이 들어 한국어명으로 ‘정새미’라고도 한다고 소개하기도 했다. 아랍어를 모국어로 사용하고, 종교는 이슬람교이다. 2011년 아인 샴스 대학교 한국어학과를 졸업하였고, 2012년과 2013년에 대한민국 교육부 국립국제교육원 초청장학생으로 신라대학교에서 공부하였다. 현재 서울대학교 국어국문학 석사 과정을 공부중이다. 헬로 이방인에도 출연하였다.

### 샘 오취리
사무엘 나나 쾌시 오취리 잔 튀니보아 코뒤아 달코 (Samuel Okyere, 1991년 4월 21일 ~ )는 가나 대표로 91회를 제외하고 1회부터 102회까지 출연하였고,149회 일일비정상으로 출연하였다. 가나 아크라 출신으로, 현재 델미디어 소속이다. 모국어로 아샨티어와 영어를 사용한다. 종교는 개신교이다.

### 수잔 샤키야
수잔 라트나 샤키야(सुजन रत्न शाक्य, 1988년 3월 10일 ~ )는 네팔 대표로 27회에 호주 대표 다니엘 스눅스와 터키 대표 에네스 카야의 하차로 일일비정상으로 출연하였으며, 불참한 49회를 제외하고 28회부터 52회까지 출연했었다. 그리고 100회특집에 게스트로 다시 출연하였다. 낙하산 회사에서 근무 중이다. 네팔 카트만두 출신이고, 모국어는 네팔어이다. 종교는 힌두교와 불교이다.

### 안드레아스 바르사코풀로스
안드레아스 바르사코풀로스(Ανδρέας Βαρσακοπουλος, 1990년 8월 14일 ~ )는 그리스 대표로 53회부터 102회까지 출연하였다. 그리스 야니차 출신으로, 풀 네임은 "안드레아스 자크 바르사코풀로스(Andreas Jacque Varsakopoulos")이다. 아버지는 그리스인이고 어머니는 미국인으로, 그리스와 미국의 복수 국적을 가지고 있다. 모국어는 그리스어이다. 충북대학교에 재직중이다.

### 에네스 카야
에네스 카야(Enes Kaya, 1984년 8월 22일 ~ )는 터키 대표로, 불참한 11회를 제외하고 1회부터 24회까지 출연하였으나 불륜 논란으로 23회와 24회는 편집되었다. 터키 이스탄불 출신이며 튀르키예어를 모국어로 사용하고, 종교는 이슬람교이다. 소속사는 매니지먼트해냄 소속이다.

### 일리야 벨랴코프
일리야 벨랴코프(Илья Беляков, 1982년 8월 26일 ~ )는 러시아 대표로 20회에 다니엘 스눅스의 하차 때문에 일일비정상으로 출연하였으며, 28회부터 52회까지 출연했었다. 그리고 100회특집에 게스트로 다시 출연하였다. 러시아 블라디보스토크 출신으로, 모국어는 러시아어이다. 스무 살에 대한민국으로 유학을 왔으며, 의료통역사, 강사 등으로 활동하고 있다. 소속사는 비엔비 엔터테인먼트이다.

### 장위안
장위안(중국어 간체자: 张玉安, 정체자: 張玉安, 1984년 3월 4일 ~ )은 중국 대표로 1회부터 102회까지 출연하였다. 중국 안산 시 출신이며, 중국어를 모국어로 사용한다. 종교는 불교이다 에스엠컬처앤콘텐츠 소속이다.

### 제임스 후퍼
제임스 후퍼(James Hooper, 1987년 4월 19일 ~ )는 영국 대표로 1회부터 4회까지 출연했으며, 33회에 설 특집과 100회특집에 게스트로 출연하였다. 영국 웨일스 카디프 출신으로, 에베레스트를 영국 최연소로 등반한 탐험가이다. 모국어는 영국 영어와 영어다. 박사학위 취득 때문에 하차했다.

### 줄리안 퀸타르트
쥘리앙 캥타르(Julian Quintart, 1987년 8월 24일 ~ )는 벨기에 대표로 불참한 48회를 제외하고 1회부터 52회까지 출연했었다. 그리고 100회특집에 게스트로 다시 출연하였다. 벨기에 에와유 출신으로, 모국어로 프랑스어를 사용한다. 방송인, DJ, 모델, 연기자, 가수로 활동하고 있다. 소속사는 비앤비 엔터테인먼트이다.

### 카를로스 고리토
카를로스 아우구스투 카르도수 고리토(Carlos  Augusto Cardoso Gorito, 1986년 5월 17일 ~ )는 브라질 대표로 101회, 102회를 제외하고 53회부터 100회까지 출연하였고,151회 일일비정상으로 출연하였다. EBS1 장학퀴즈 1008회에 출연하였다. 브라질 헤젠지 출신으로, 모국어로 포르투갈어를 사용하고, 현재 주한 브라질대사관에서 교육 담당으로 근무중이다.

### 타일러 라쉬
타일러 조셉 라쉬(Tyler Josef Rasch, 1988년 5월 6일 ~ )는 미국 대표로 13회와 56회, 65회, 83회를 제외하고 1회부터 102회까지 출연하였다. 미국 스트래턴 (버몬트주) 출신이며, 오스트리아인 아버지와 포르투갈계 미국인 어머니 사이에서 태어났다. 서울대학교 정치외교학에 재학중인 대학원생이다. 영어가 모국어이다.

### 테라다 타쿠야
테라다 타쿠야(일본어: 寺田拓哉, 1992년 3월 18일 ~ )는 일본 대표로 불참한 17회, 22회, 45회를 제외하고 1회부터 52회까지 출연했었다. 그리고 100회특집에 게스트로 다시 출연하였다. 일본 모리야시 출신이며, 일본어를 모국어로 사용한다. 소속사는 아뮤즈이다. 크로스진의 멤버이다.

### 프셰므스와브 크롬피에츠
프셰므스와브 카지미에쉬 가브리엘 크롬피에츠(Przemysław Kazimierz Gabriel Krompiec, 1985년 3월 3일 ~ )는 폴란드 대표로 53회부터 102회까지 출연하였다. 폴란드 비소카(Wysoka) 출신으로, 폴란드어를 모국어로 사용한다. 아버지는 경찰이다. 2004년부터 2008년까지 오폴레 공과 대학교에서 공부했으며, 2008년 폴란드 정부 추천 NIE 장학생으로 대한민국에 오게 되었다. 2009년부터 2012년까지 울산대학교에서 디자인을 전공해 석사 학위를 취득하였으며, 현재 중앙대학교 첨단영상대학원 박사과정에 있다.

## 일일비정상

### 가브리엘 루이스
가브리엘 루이스(Gabriel Ruíz)는 스페인 대표로 69회에 출연하였다. 서울대학교 기계공학과 재학 중이고 스페인 마드리드 남쪽의 작은 마을에서 왔다. 모국어는 스페인어이다.

### 가브리엘 슈베츠
가브리엘 슈베츠(Gabriel Schvetz)는 아르헨티나 대표로 87회에 출연하였다. 한국 대학원에 들어갔고 서울대학교에서 공부했다. 직업은 회사원이다. 모국어는 스페인어이다.

### 가심 포파나
가심 포파나(Gassim Fofana)는 기니 대표로 111회에 출연하였다. 모국어는 프랑스어이다.

### 가이 씨트론
가이 씨트론(Guy Citron) 은 미국특집으로 97회에 출연하였다. 모국어는 영어이며, 한국 이름은 서경수이다.

### 강춘혁
강춘혁은 79회에 신년특집 일일비정상으로 출연하였다. 국적은 대한민국이지만, 조선민주주의인민공화국 라선특별시 출신이다. 16살때 가족들과 탈북을 해서 한국에 왔다. 직업은 화가와 래퍼이다. 쇼미더머니 3에 출연하였다. 모국어는 한국어이다.

### 개이브 다이
개브리얼 다이(Gabriel Dye)는 미국 특집으로 97회에 출연하였다.EBS1 장학퀴즈 1008회에 출연하였다. 모국어는 영어이다. 드라마 태양의 후예에서 미군으로 출연하였다.

### 나디아 크리스탈 카를리
나디아 크리스탈 카를리(Nadia Crystal Carli)는 네덜란드 대표으로 113회에 출연하였다. 현재는 뷰티 관련 사업을 준비하고 있고, 모국어는 네덜란드어이다.

### 나자피자데 수데
나자피자데 수데(سوده نجفیزاده)는 이란 대표로 107회에 출연하였다.EBS1 장학퀴즈 1008회에 출연하였다. 홍익대학교에서 섬유 미술 석사과정공부하고 있다. 최초의 여성 비정상이다. 모국어는 페르시아어이다.

### 네이슨 잭슨
네이슨 잭슨(Nathan Jackson)는 영국 대표로 111회에 출연하였다. 위스키 회사에서 마케팅 일하고 있고, 영국 런던출신이다. 모국어는 영어이다.

### 니하트 칼릴자데
니하트 칼릴자데(Nihat Xəlilzadə)는 아제르바이잔 대표로 94회에 출연하였다. 한양대학교 컴퓨터공학부 재학 중이고 마살리 지역 테제 알바디 마을에서 왔다. 모국어는 아제르바이잔어이다.

### 다케다 히로미츠
다케다 히로미츠(武田裕光,1981년 7월 3일 ~ )는 일본 대표로 17회에 테라다 타쿠야의 불참으로 출연하게 되었다. 일본 오사카 출신의 배우로, 소속사는 요시모토 엔터테인먼트이다. 모국어는 일본어이다.

### 다케무라 나쯔미
다케무라 나쯔미(竹村菜都実)는 일본 대표로 146회에 출연하였다. 일본 가나자와출신이다.현재는 고려대학교 정치외교학과에서 공부하고 있다. 모국어는 일본어이다.

### 대니 애런즈
대니 애런즈(Danny Arens)는 미국 대표로 13회에 타일러 라쉬의 불참으로 출연하였다. 그룹 유즈드카세트에서 리드보컬과 기타를 맡고 있는 가수이다. 러시아, 우크라이나, 독일 혼혈이고, 미국 디트로이트 근처의 도시에서 왔다. 소속사는 매직스트로베리사운드이고 SNL 코리아에 출연하기도 하였다. 모국어는 영어이다.

### 도안닝
도안닝(Đo An Ninh)은 베트남 대표로 83회에 출연하였다. 베트남 하롱베이출신이다. 베트남 하하노이 국립 외국어 대학교 출신으로 모국어는 베트남어이다.

### 드미트리
드미트리(Дмитрий)은 러시아 대표로 151회에 출연하였다. 러시아 하바롭스크 출신이다. 모국어는 러시아어이다.

### 레오 란타
레오 란타(Leo Ranta)는 핀란드 대표로 85회에 출연하였다. 과거 핀란드 대학교 현재는 연세대학교에서 공부하는 중이다. 모국어는 핀란드어이다.

### 로드리고 디아즈
로드리고 디아즈(Rodrigo Díaz)는 칠레 대표로 81화에 출연하였다. 칠레 산티아고 출신이다. 직업은 회사원이고 모국어는 스페인어이다.

### 로버트 해밀튼
로버트 해밀튼(Robert Hamilton)은 미국 대표로 109회에 출연하였다. 미국 디트로이트 출신이다.

### 루벤호
루벤호(何柱杬, Reuben Ho, Ho Zhu Yuan)는 싱가포르 대표로 102회에 출연하였다.지금은 고려대학교에서 공부하고 있다. 모국어는 중국어와 영어이다.

### 리고베르토 반타
리고베르토 반타(Rigoberto Banta)는 필리핀 대표로 116회에 출연하였다.모국어는 필리핀어와 영어이다

### 린첸 다와
린친 다와(རེན་ཆེན་ ཟླ་ཝ།)는 부탄 대표로 90회에 출연하였다. 지금은 경희대학교에서 공부하고 있다. 모국어는 종카어이다.

### 마국진
마궈전(중국어 간체자: 马国振, 정체자: 馬國振)은 중국특집으로 91회에 출연하였다. EBS1 장학퀴즈 1008회에 출연하였다. 중국 베이징에서 왔고 현재 고려대학교 국어국문학과에 재학 중이다. 모국어는 중국어이다.

### 마우리시오 로아이자
마우리시오 로아이자(Mauricio Loayza)는 볼리비아 대표로 78회에 출연하였다. 한국에서는 기계공학과에서 공부하다가 지금은 기계설계회사에서 근무하고 있다. 볼리비아 라파스 출신이다. 모국어는 스페인어이다.

### 마이클 람브라우
마이클 람브라우(Michael Lammbrau)는 미국 특집으로 97회에 출연하였다. 아리랑 인스티튜트 서울지부장 (Seoul Bureau Chief at Arirang Institute) 모국어는 영어이다.

### 마크 앤클리프
마크 앤클리프(Mark Ancliff)는 영국 대표로 67회에 출연하였다. 가톨릭대학교 물리학교수이다. 모국어는 영어이다.

### 마티아스 그라브너
마티아스 그라브너(Matthias Grabner, 1986년 1월 22일 ~ )는 오스트리아 대표로 75회에 출연하였다. 주한오스트리아 대사관 무역대표부 상무관으로 근무하고 있다. 오스트리아 클라겐푸르트 출신이며, 모국어는 독일어이다.

### 모센 샤피이
모센 샤피이(محسن شفیعی)는 이란 대표로 96회,136회에 출연하였다. EBS1 장학퀴즈 1008회에 출연하였다. 직업은 요리사다. 모국어는 페르시아어이다.

### 무하맛 칼리드
무하맛 칼리드 빈 이스마일(Muhammad Khalid Bin Ismail)는 말레이시아 대표로 95회, 131회에 출연하였다. 지금은 사업을 하고있다. 모국어는 말레이어이다.

### 미카엘 아쉬미노프
미카엘 스파소프 아쉬미노프(Mihal Spasov Ashminov, 1982년 3월 27일 ~ )는 불가리아 대표로 77회에 일일비정상으로 출연하였다. 대한민국 서울에 위치한 식당 젤렌 이태원점의 오너셰프로 근무하고 있다. 폴란드인 어머니와 불가리아인 아버지 사이에서 태어났다. 모국어는 불가리아어이다.

### 복 위살봇
복 위살봇(បូក វ៉ាយសាលបូត, 1988년 8월 8일 ~ )은 캄보디아 대표로 74회, 109회에 출연하였다. 모국어는 크메르어이다.

### 부션 쿠마르
부션 쿠마르(भूषण कुमार)는 인도 대표로 71회에 출연하였다. 국민대학교에서 국제관계학 박사 학위를 취득했으며, 현재 회사원이다. 종교는 힌두교다. 모국어로 힌디어와 영어를 사용한다.

### 사메르 삼훈
사메르 삼훈(Samer Samhoun)은 레바논 대표로 18회에 호주 대표 다니엘 스눅스의 하차로 인해 출연하였다.한양대학교에서 MBA를 공부중인 대학원생이다. 모국어는 아랍어이다.

### 사이먼 페그
사이먼 존 베킹엄(Simon John Beckingham)는 영국 대표로 112회에 출연하였다. 잉글랜드의 배우, 희극인, 각본가이다. 모국어는 영어이다.

### 샤르코지 소비
샤르코지 소비(Sárközi Szabolcs)는 헝가리 대표로 93회에 출연하였다. 모국어는 헝가리어이다.

### 샌더 룸머
샌더 룸머(Sander Roomer)는 네덜란드 대표로 72회에 출연하였다. 메펠이벤트 기획사를 다니면서 영대 어학당에서 6급을 공부하고있다. 회사원이고, 모국어는 네덜란드어이다.

### 샘 레바노
샘 레바노(Sam Lévano)는 페루 대표로 19회에 호주 대표 다니엘 스눅스의 하차로 인해 출연하였다. 페루 출신으로, 서울대학교 기계공학과 4학년에 재학중이다. 최초의 남아메리카 패널이다. 모국어는 스페인어이다.

### 선두부 알리
선두부 알리(علی سندوبو)는 파키스탄 대표로 98회에 출연하였다. 헬로 이방인에 출연하였다. 모국어는 우르두어와 영어이다.

### 셀레스테 다비드
셀레스테 다비드(Celeste David)는 필리핀 대표로 120회에 출연하였다. 모국어는 필리핀어와 영어이다.

### 쉬르멘 산그수렌
쉬르멘 산그수렌(Ширмэнгий Сангисхрэн)는 몽골 대표로 132회에 출연하였다. 모국어는 몽골어이다.

### 심정
심정(沈靖)은 중국 대표로 108회에 출연하였다. 베이징 북경 사범대학교를 졸업하고 현재는 엔터테인먼트 회사에 재직했다. 모국어는 중국어이다.

### 아니타 하토
아니타 에메파 하토(Anita Emefa Hato)는 가나 대표로 131회에 출연하였다.현재 이화여자대학교에서 교육 공학 석사과정을 전공하고 있다.가나의 볼타지역에 있는 아보주메-노고포 출신이다. 모국어는 영어이다.

### 아델라 보로위아크
아델라 보로위아크(Adela Borowiak)는 폴란드 대표로 107회에 출연하였다. 최초의 여성 비정상이다. 모국어는 폴란드어이다.

### 아미라
아미라(أميرة)는 리비아 대표로 111회,115회에 출연하였다. 현재 서울대학교 재학중이다. 모국어는 아랍어이다.

### 아민 아모르
아민 아모르(عمر أمين)는 모로코 대표로 101회에 출연하였다. 연세대학교에 다니고있다. 모국어는 아랍어이다.

### 아킴 페드로
아킴 페드로(Akeem Pedro)는 남아프리카 공화국 대표로 76회와 106회에 출연하였다. KBS 어느날 갑자기 외.개.인에 출연하였다. 비보이 출신이고, 중앙대학교에서 건설관리 박사과정을 공부하고 있다. 최초의 남아프리카 패널이다. 모국어는 줄루어와 영어이다.

### 안드리 쿠르토프
안드리 쿠르토프(Андрій Куртов)는 우크라이나 대표로 82회에 출연하였다. 현재 한국학중앙연구원에서 언어학을 배우고 있다. 모국어는 우크라이나어이다.

### 안드류 밀라드
안드류 밀라드(Andrew S. Millard)는 영국 대표로 124회에 출연하였다. 영국 맨체스터 출신이다. 모국어는 영어이다.

### 안코드 자카렐리
안코드 아베 자카렐리(Aancod Abe Jakareli)는 영국 대표로 159회에 출연하였다. 전세계를 다니면서 버스킹을 한다. 모국어는 영어이다.

### 안토니오 봄파르트
안토니오 봄파르트(Antonio Bompart)는 베네수엘라 대표로 73회와 165회에 출연하였다. KBS 어느날 갑자기 외.개.인에 크리스티안 부르고스와 같이출연하였다. 산업 엔지니어로 일하고, 건설회사에서 근무하고 있다. 모국어는 스페인어이다.

### 알레한드로 사나브리아
알레한드로 산체스 사나브리아(Alejandro Sánchez Sanabria)는 스페인 대표로 141회에 출연하였다. 스페인 카나리아 제도 출신으로, 스페인어 강사를 하고 있다. 모국어는 스페인어이다.

### 알바로 산체스
알바로 산체스(Alvaro Sanchez)는 콜롬비아 대표로 21회에 호주 대표 다니엘 스눅스의 하차로 인해 출연하였다. 광고회사에 재직중이다. 모국어는 스페인어이다.

### 알베르토 루사나
알베르토 루사나(Alberto Lussana)는 이탈리아 대표로 12회에 알베르토 몬디의 불참으로 출연하였다. 이탈리아 출신의 회사원이다. 모국어는 이탈리아어이다.

### 알파고 시나씨
알파고 시나씨(Alpago Şinasi)는 터키 대표로 126회, 130회에 출연하였다. 모국어는 튀르키예어와 쿠르드어이다.

### 야세르 칼리파
야세르 벤 칼리파 벤 우스만 벤 무함마드 벤 우스만 벤 무함마드 벤 우스만 벤 무함마드 벤 우스만 벤 무함마드 벤 무가랍 벤 무함마드 엘아무디(Yasser Ben Califa Ben Uzman Ben Muhammad Ben Uzman Ben Muhammad Ben Uzman Ben Muhammad Ben Uzman Ben Muhammad Ben Mugarab Ben Muhammad El Amoud)는 사우디아라비아 대표로 70회에 출연하였다. 고려대학교를 졸업하고 현재는 성균관대학교에서 프로패셔널 MBA를 공부하고 있다. 종교는 이슬람교이고, 모국어는 아랍어이다

### 에밀 프라이스
에밀 빅터 프라이스(Emil Victor Price)는 영국 대표로 104회에 영국의 EU탈퇴(브렉시트)문제로 출연하였다.EBS1 장학퀴즈 1008회에 출연하였다. 영국 런던 출신이다. 현재는 아프리카TV 방송을 하고 있다. 모국어는 영어이다.

### 에이딘 드레이
에이딘 드레이(آیدین درای)는 이란 대표로 170회에 출연하였다. 이란 반다르에안잘리 출신이고 직업은 DJ이다. 모국어는 페르시아어이다.

### 오스카
오스카(Oscar)은 스웨덴 대표로 163회에 출연하였다. 스웨덴 에케뢰 출신이다. 모국어는 스웨덴어이다.

### 올가
올가(Ольга)은 러시아 대표로 131회에 출연하였다. 작년에 서울대학교 정치외교학과 석사과정을 졸업했다. 모국어는 러시아어이다.

### 올라 하칸슨
올라 하칸슨(Ola Håkansson)은 스웨덴 대표로 89회에 출연하였다. 스웨덴 남부에서 왔고 공학 물리학을 전공했고 스웨덴 패션모델 출신이고 AOA, 슈퍼주니어, 소녀시대 뮤직비디오에도 나왔다. 모국어는 스웨덴어이다.

### 올렉 스마긴
올렉 스마긴(Олег Смагин)은 러시아 대표로 168회에 출연하였다. KBS 아침마당에 출연하였다. 러시아 모스크바 출신이다. 과거 Higher School of Economics와 전남대학교 현재는 KAIST에서 MBA를 공부중인 대학원생이다. 모국어는 러시아어이다.

### 올리비아
올리비아(Olivia)는 프랑스 대표로 151회에 출연하였다. 중국과 대한민국에서 공부하였다. 모국어는 프랑스어이다.

### 왕유
왕위(王于)는 중국 대표로 105회에 출연하였다.직업은 영상 콘텐츠를 제작하는일 하고있다. 모국어는 중국어이다.

### 유리 김
유리 김(Юрый Кім)은 벨라루스 대표로 92회에 출연하였다. 연세대학교에서 언어학과 컴퓨터를 공부하고 있다. 한국계 벨라루스인 아버지와 벨라루스인 어머니에서 사이에서 태어났다. 모국어는 벨라루스어이다.

### 유지나 스웨틀라나
유지나 스웨틀라나(Джина Светлана)는 러시아 대표로 152회에 출연하였다. 한국명은 유은비이고 현재는 성균관대학교 재학 중이다. 모국어는 러시아어이다.

### 자갈마 술드볼드
자갈마 술드볼드(Жаргалмаагийн Сүлдболд)는 몽골 대표로 86회에 출연하였다. 몽골 울란바토르에서 왔고 서울대학교 대학원에서 생명과학을 전공으로 공부하고 있다. 모국어는 몽골어이다.

### 장문균
장원쥔(중국어 간체자: 张雯钧, 정체자: 張雯鈞)는 중국특집으로 91회에 출연하였다. 현재 한양대학교 경제금융학과에 다니고 있다. 모국어는 중국어이다.

### 잭 스텐하우스
잭 스텐하우스(Jack Stenhouse)는 뉴질랜드 대표로 88회에 출연하였다. 뉴질랜드 오클랜드 출신이고 지금은 무역일을 하고 있다. 모국어는 영어이다.

### 제냐 스마긴
제냐 스마긴(Зегна Смагин)는 러시아 대표로 168회에 출연하였다. 러시아 모스크바 출신이다. 모국어는 러시아어이다.

### 제렌
제렌(Ceren)은 터키 대표로 131회에 출연하였다.현재 성균관 대학교 교환학생이다. 모국어는 튀르키예어이다.

### 조나단 존슨
조나단 존슨(Jonathan Johnson)은 미국 특집으로 97회에 출연하였다. 모국어는 영어이다.

### 조셉 네멜카
조셉 네멜카(Joseph Nemelka)는 미국 대표로 142회에 출연하였다. 미국 유타 출신으로, 현재 고려 대학교에서 정치외교학을 공부하고 있다. 모국어는 영어이다.

### 조엘 로버츠
조엘 로버츠(Joel Roberts)는 미국 대표로 170회에 출연하였다. 미국 워싱턴주 출신이며, 영국인 아버지와 자메이카인 어머니 사이에서 태어났다. 모국어는 영어이다.

### 조이경
자오리징(중국어 간체자: 赵里京, 정체자: 趙里京)은 중국특집으로 91회에 출연하였다. 중앙대학교에서 공부하고있다. 모국어는 중국어이다.

### 존 운디앙구
존 운디앙구이 와호메(John Ndiangui Wahome)는 케냐 대표로 150회에 출연하였다. 대구가톨릭대학교를 졸업하였다. 모국어는 스와힐리어와 영어이다.

### 지노 슬라멧
지노 슬라멧(Zino Slamet)는 남아공 대표로 172회에 출연하였다. 모국어는 영어이다.

### 크리스 존슨
크리스 존슨(Kris Johnson)는 미국 대표로 141회에 출연하였다. 미국 캘리포니아 출신이다. 모국어는 영어이다.

### 킬리안 번
킬리안 번(Cillian Byrne)은 아일랜드 대표로 84회에 출연하였다. 초등학교 영어교사로 근무하고 있다. 모국어는 아일랜드어와 영어이다.

### 타밀 셀반
타밀 셀반(Thamil Selvan)은 말레이시아 대표로 138회에 출연하였다. 모국어는 말레이어이다.

### 타차라 롱프라서드
타차라 롱프라서드(ทัชระ ล่องประเสริฐ)는 태국 대표로 66회에 출연하였다. 출라롱콘 대학교를 졸업하였고, 현재 서강대학교 대학원에 재학 중이다. 태국에서 아나운서, 변호사 등으로 일한 적이 있다. 최초의 동남아시아 패널이다. 모국어는 태국어이다.

### 트리스탄
트리스탄(Tristan)는 영국 대표로 131회에 출연하였다. 영국 외무 연방성에서 일하고 있고, 지금은 한국 대학원생이다. 모국어는 영어이다.

### 페트리 칼리올라
페트리 칼리올라(Petri Kaliola)는 핀란드 대표로 153회, 166회에 출연하였다. 연세대학교 대학원에서 국제정치학을 공부하고 있다. 모국어는 핀란드어이다.

### 프란시스 오켈로
프란시스 응곰메 오켈로(Francis Ngome Okello)는 케냐 대표로 99회에 출연하였다. 신소재공학을 공부하고 전국노래자랑에도 나왔으며, 최초의 동아프리카 패널이다. 모국어는 스와힐리어와 영어이다.

### 하메드 아리프
하메드 아리프(Hamed Arif)는 영국 대표로 165회에 출연하였다. 모국어는 영어이다.

### 하세가와 나츠코
하세가와 나츠코(長谷川夏子)는 일본 대표로 147회에 출연하였다. 일본 도치키 현출신이다. 현재는 고려대학교에서 국어문학을 공부하고 있다. 모국어는 일본어이다.

## 참고 문헌
- 정은혜 (2015년 10월 8일). “'비정상회담' 뉴 멤버의 행진”. 《여성중앙》. 2016년 3월 4일에 원본 문서에서 보존된 문서. 2015년 10월 27일에 확인함.